# Edmond Fleg

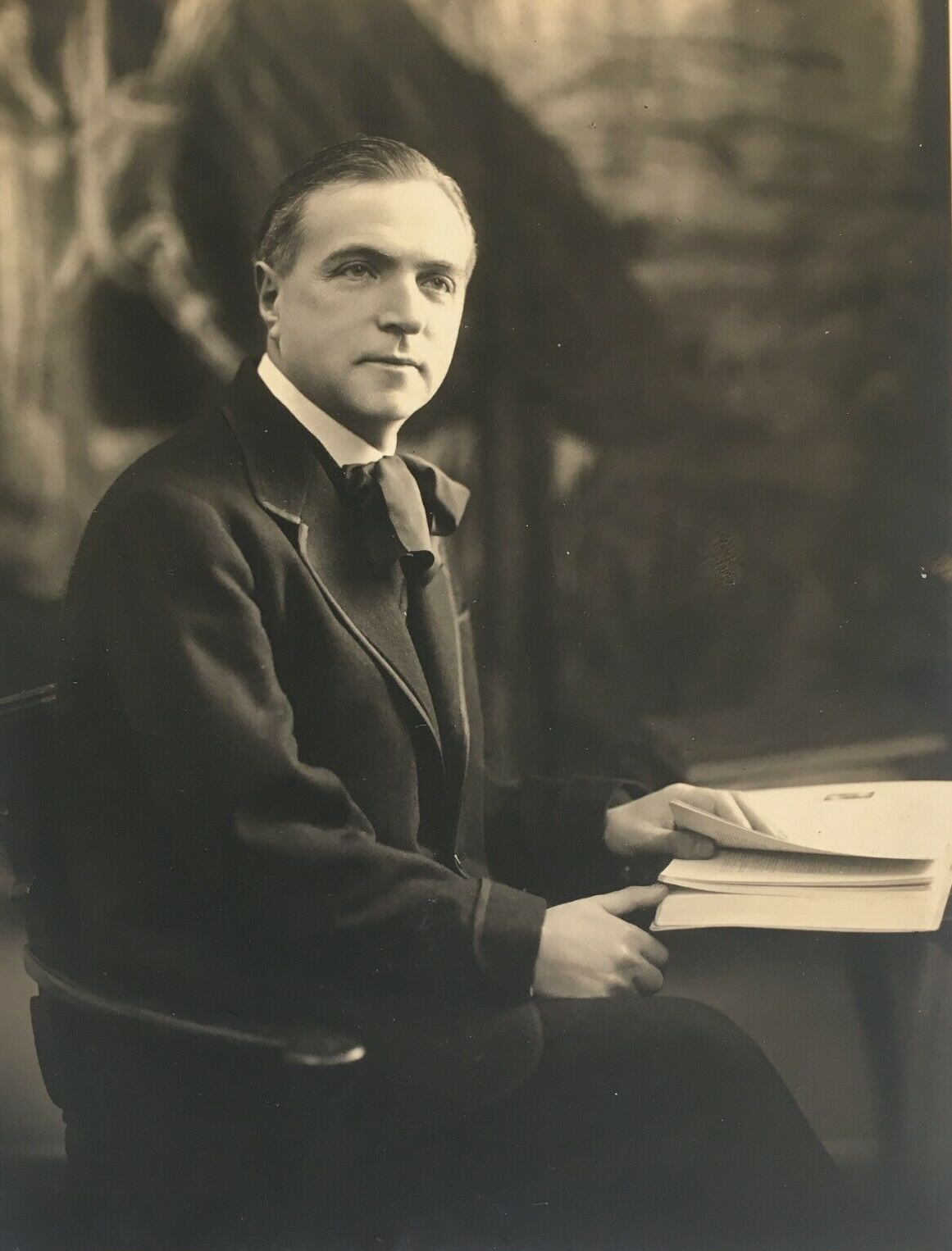
Edmond Fleg (um 1930)

Edmond Fleg (geboren 26. November 1874 in Genf; gestorben 15. Oktober 1963 in Paris; eigentl. Edmond Flegenheimer) war ein französischer Schriftsteller schweizerischer Herkunft sowie einer der ersten französischen Zionisten.

## Biographie
Fleg war ein Cousin des Architekten Julien Flegenheimer. Fleg wechselte nach einem Studium in Genf 1895 nach Paris auf die École normale supérieure und arbeitete nach dem Studium als Theaterkritiker in Paris. 1914 meldete er sich zur Fremdenlegion.
Er setzte sich kritisch mit seiner jüdischen Religion auseinander und thematisierte in seinem gesamten literarischen Schaffen die Geschichte des Judentums. Einer seiner bekanntesten Texte ist Pourquoi je suis juif (Warum ich Jude bin). Sein Roman L'enfant prophète brachte einer ganzen Generation von assimilierten Juden das Judentum auf packende Weise wieder nahe und war lange so etwas wie der Katechismus der französischen jüdischen Pfadfinder.
Während der deutschen Besetzung ab 1940 hielt sich Fleg zunächst in Beauvallon im italienisch besetzten Teil der Provence auf und wurde später von der Résistance in Sicherheit gebracht. Die Vorträge, mit denen er während der Besetzung bedrohte junge Juden über die Schönheiten ihrer Religion aufklärte, erschienen 1946 unter dem Titel Le Chant nouveau, seine Erfahrungen während der Besatzungszeit beschrieb er 1949 in Nous de l'Espérance.
Nach dem Krieg war Fleg an maßgeblicher Stelle an der Wiederannäherung zwischen den christlichen Konfessionen und dem Judentum in Frankreich beteiligt. Obwohl er zweimal in Palästina war – das erste Mal 1932 zusammen mit seinem Freund Marc Chagall –, stand er dem Zionismus, den er von seinen ersten Anfängen an engagiert mitverfolgt hatte, am Ende seines Lebens reserviert gegenüber. Wie in Pourquoi je suis juif und in L'enfant prophéte bereits ausgesprochen, war er der Meinung, die Juden müssten – unter aktiver oder passiver Ausübung ihrer Religion – als ebenbürtige Staatsbürger in die Länder integriert werden, in denen sie geboren worden seien. Obwohl Schweizer von Geburt an und erst 1921 auf Grund seines Einsatzes in der Fremdenlegion französischer Bürger geworden, verstand er sich ganz und leidenschaftlich als Franzose.
Fleg hat bei seinem Tod 1963 einen imposanten Nachlass zurückgelassen, der unter anderem Korrespondenzen mit den berühmtesten französischen Schriftstellern zwischen 1890 und 1963 enthielt. Wenige Tage nachdem 1973 seine Frau Madeleine gestorben war, die den Nachlass gewissenhaft geordnet hatte, wurden sämtliche Dokumente, Briefe und Photographien von unbekannten Dieben aus der Wohnung der Flegs am Quai aux Fleurs 1 in Paris gestohlen und tauchten seither nicht wieder auf.
Flegs Sohn Maurice fiel im Juni 1940 in Flandern, sein Sohn Daniel (* 1912) litt an Depressionen und brachte sich 1939 um. Daniel Flegs Tagebuch wurde 1941 in einer stark zensurierten Fassung in Avignon von Edmond Fleg als Journal de Daniel publiziert und kam 1959 mit einem Vorwort von François Mauriac in Paris neu heraus.

## Werke
- Correspondance d’Edmond Fleg pendant l’affaire Dreyfus, herausgegeben von André E. Elbaz, Paris 1976
- Macbeth (Oper). Musik (1910) Ernest Bloch
- Oedipe. Tragédie lyrique (Oper). Musik (1910–1931): George Enescu. UA 1936
- La maison de bon dieu Theaterstück (1920)
- Anthologie juive (1923)
- Le juif de pape Theaterstück (1925)
- L’enfant prophète (1926; deutsche Neuausgabe Das Prophetenkind 2005)
- Pourquoi je suis juif Essay (1927)
- Et nous vivrons… (Genf, 1943)
- Le chant nouveau (1946)
- Moses (1948)
- Nous de l’Espérance (1949)